# SC Heerenveen

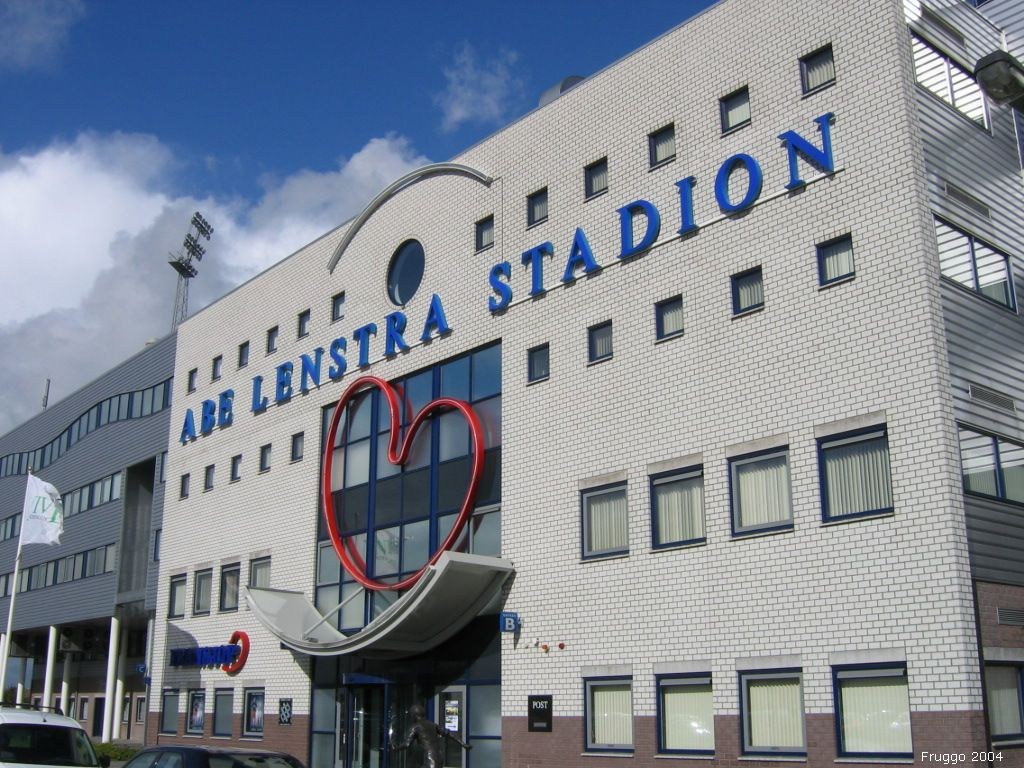
Abe Lenstra Stadion

sc Heerenveen (Sportclub Heerenveen, západofríštinou Sportklub It Hearrenfean) je nizozemský fotbalový klub sídlící v Heerenveenu, který byl založen roku 1920. Hřištěm klubu je stadion Abe Lenstra Stadion s kapacitou 26 100 diváků. V současnosti klub působí v nizozemské nejvyšší lize Eredivisie, v sezóně 2012/13 skončil na konečné 8. příčce ligové tabulky.
Klubové dresy jsou pruhované (pro domácí utkání modrobílé) s charakteristickými červenými srdíčky.

## Úspěchy
- Nizozemský fotbalový pohár: 1× vítěz (2008/09)[3]

## Čeští hráči v klubu
Seznam českých hráčů, kteří působili v SC Heerenveen:
- Milan Kopic [4]
- Martin Lejsal [5]
- Lukáš Mareček [6]
- Michal Papadopulos [7]
- Michal Švec [8]